# フランチェスコ・ド・ブールカール
フランチェスコ・ド・ブールカール（Francesco de Bourcard、生没年不明）は、19世紀半ばの著述家である。1853年に最初の巻が出版された、ナポリの風俗を扱った著書「Usi e costumi di Napoli e contorni descritti e dipinti」の編者として知られる。

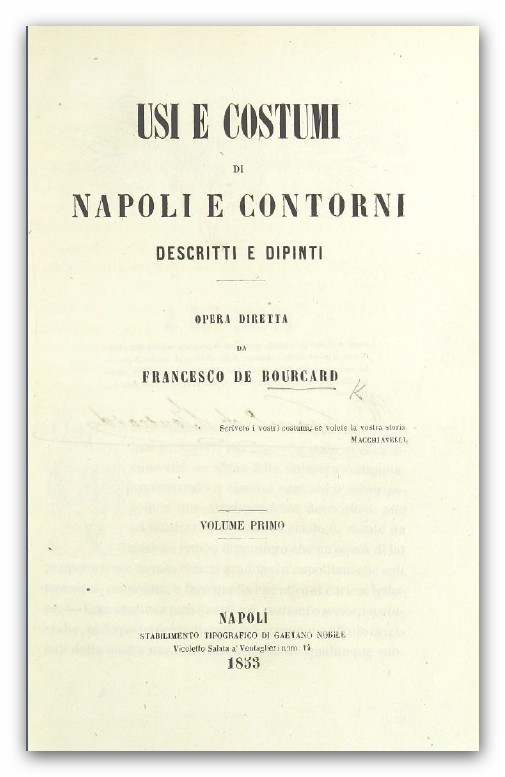
1853年の著書の第1巻の表紙

## 概要
祖父はスイスのバーゼルに出自を持ち、七年戦争や1798年のナポリ軍のローマ占領で知られるナポリ軍の将軍、Emanuele Burckhardtであったとされる。
ナポリの市民生活に強い興味を持ち、1847年頃から約20年間に渡って、ナポリの様々な職業の人々の習俗や人気のある祭、宗教行事に関する原稿を集め、1853年に第1巻、1866年に第2巻を出版した。この書籍の特徴は各項目の執筆、図版の製作を、当時のナポリの有名な著作家、画家に依頼したことで、文章はド・ブールカール自らが書いた他、Giuseppe Regaldi、Carlo Tito Dalbono、Francesco Mastriani、Emmanuele Rocco、Emanuele Bidera、 Achille De Lauzières、Enrico Cossovichらが書き、100点あまりの図版は、その約半分をフィリッポ・パリッチが描き、ほかにFrancesco Pisante、 Teodoro Duclère、Pasquale Mattej、Teodoro Ghezzi、サヴェリオ・アルタムーラ、Carlo Martorana 、ニコラ・パリッチといった画家、版画家が関わった。

## 著書の図版

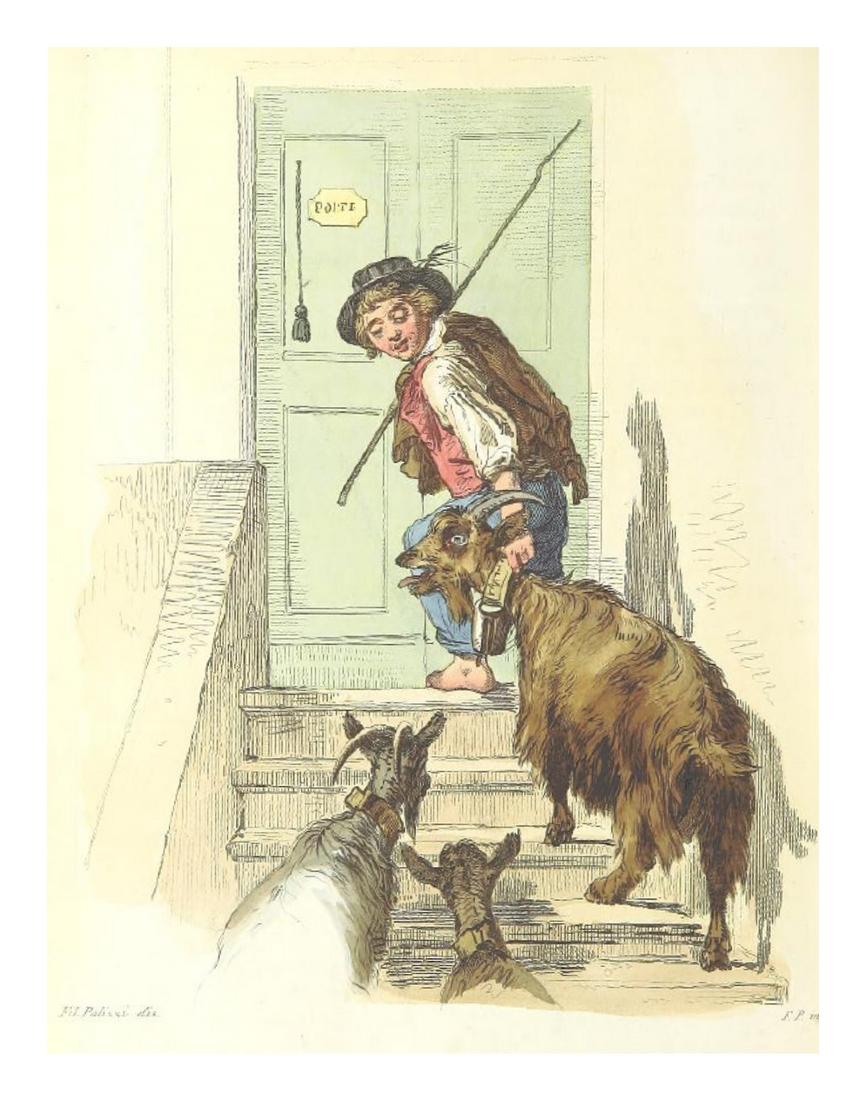
山羊飼い (F.Palizzi)
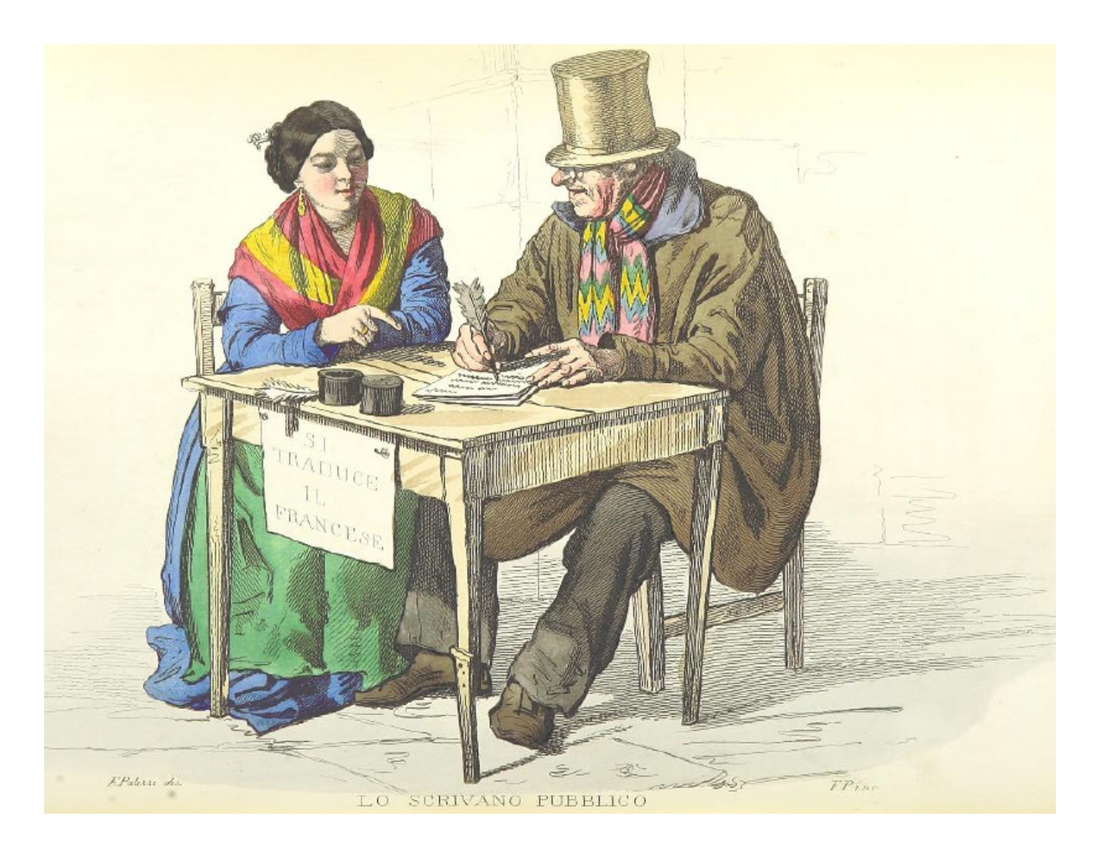
代書屋 (F.Palizzi)
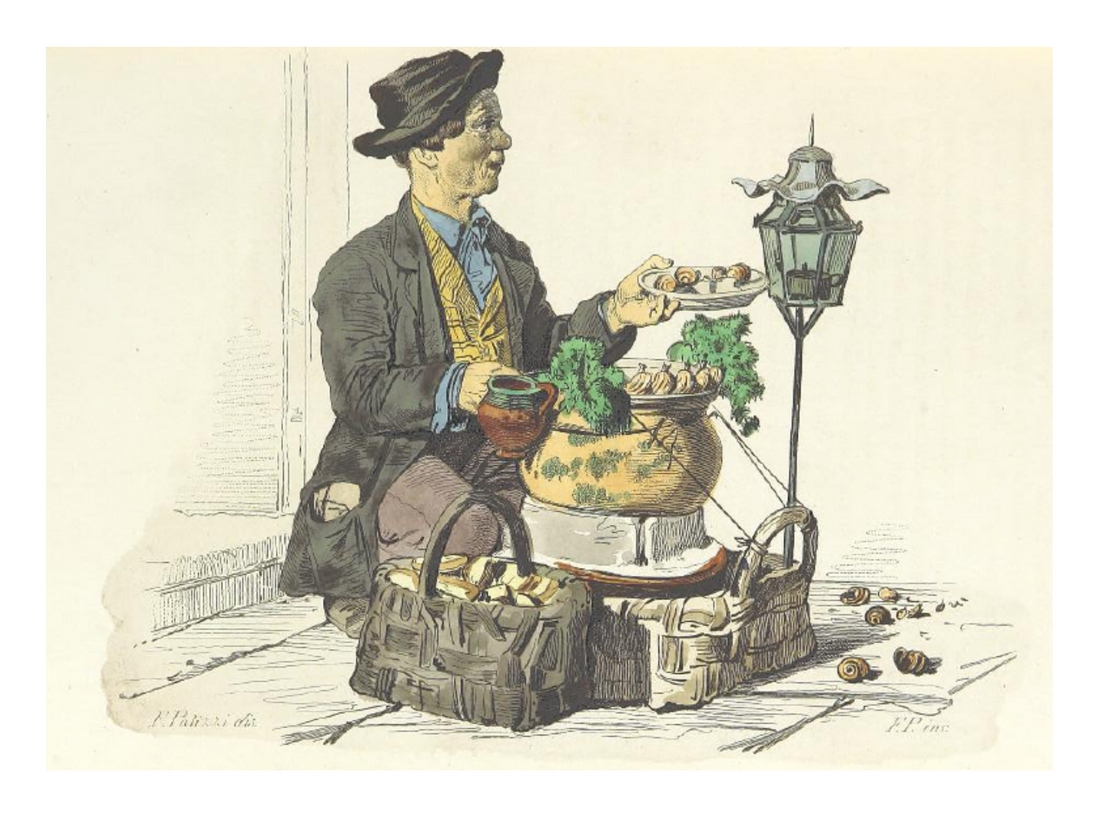
露天商 (F.Palizzi)
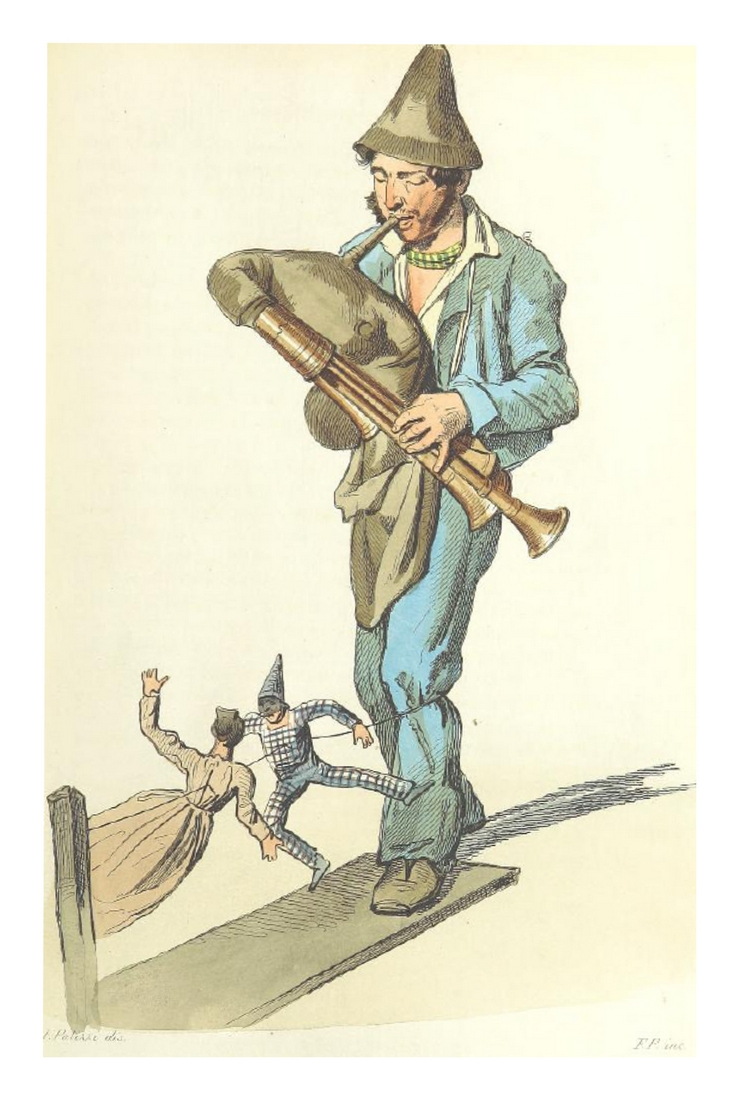
大道芸(F.Palizzi)
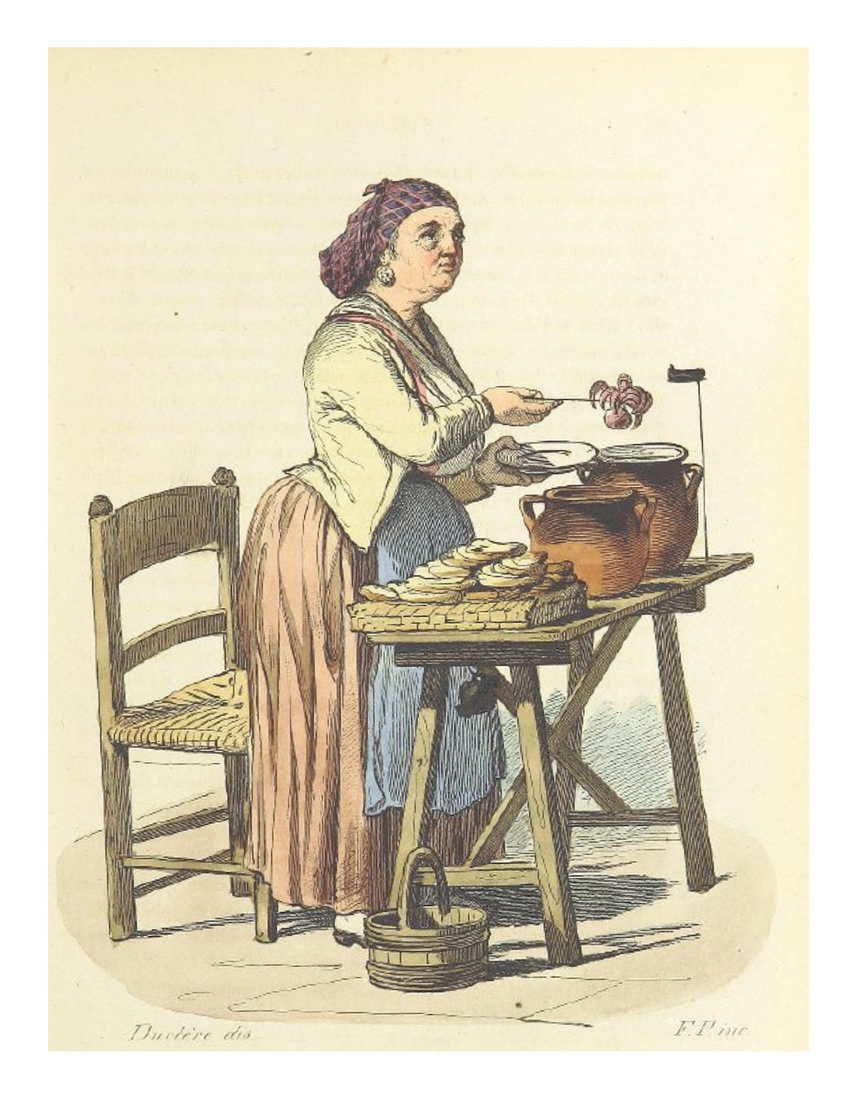
(Duclère)
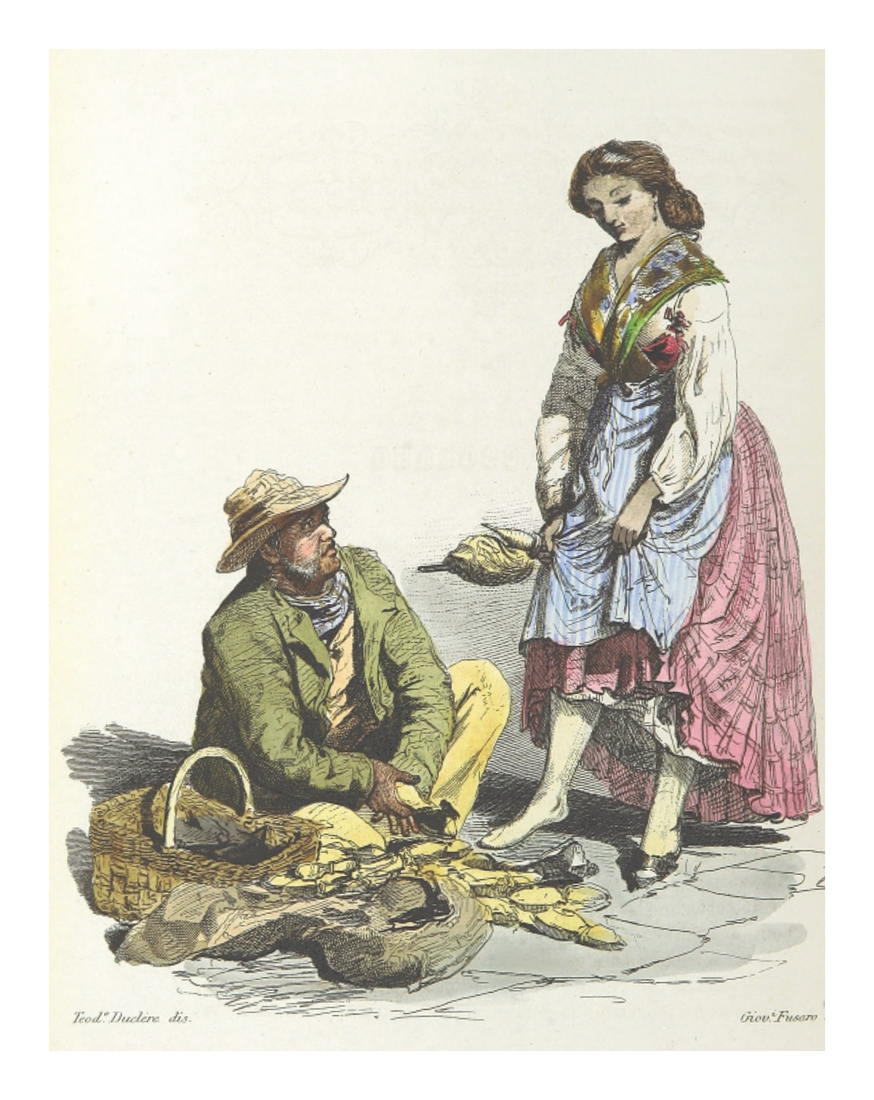
(Duclère)
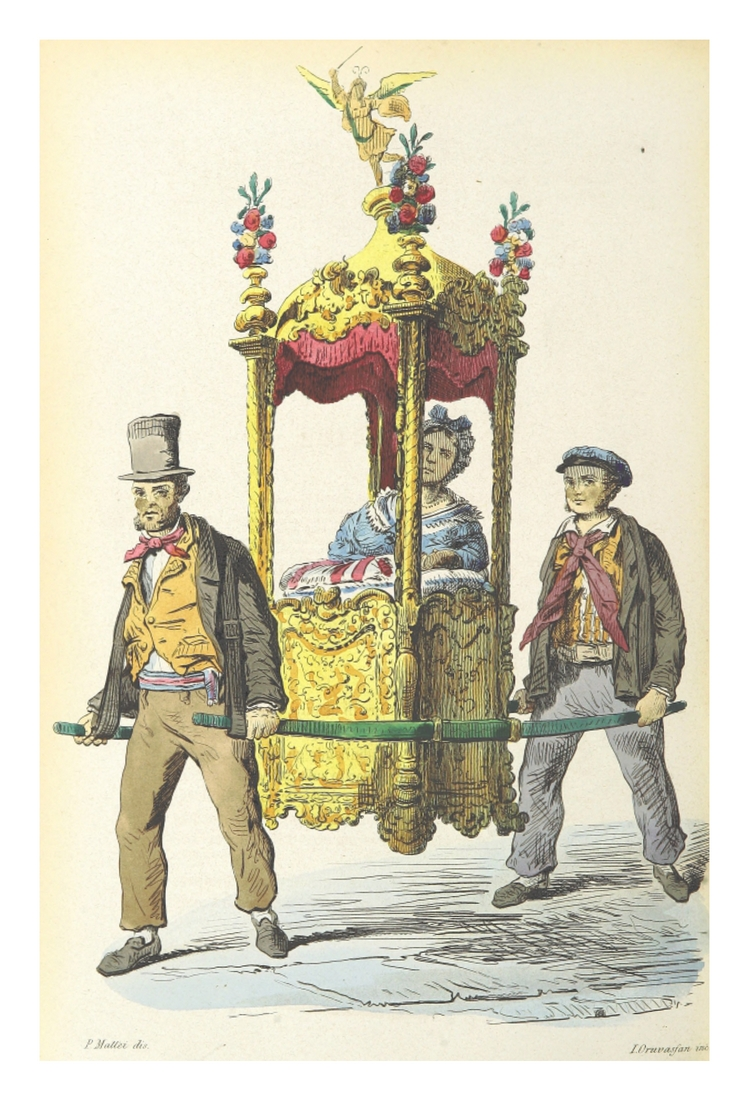
(Mattej)
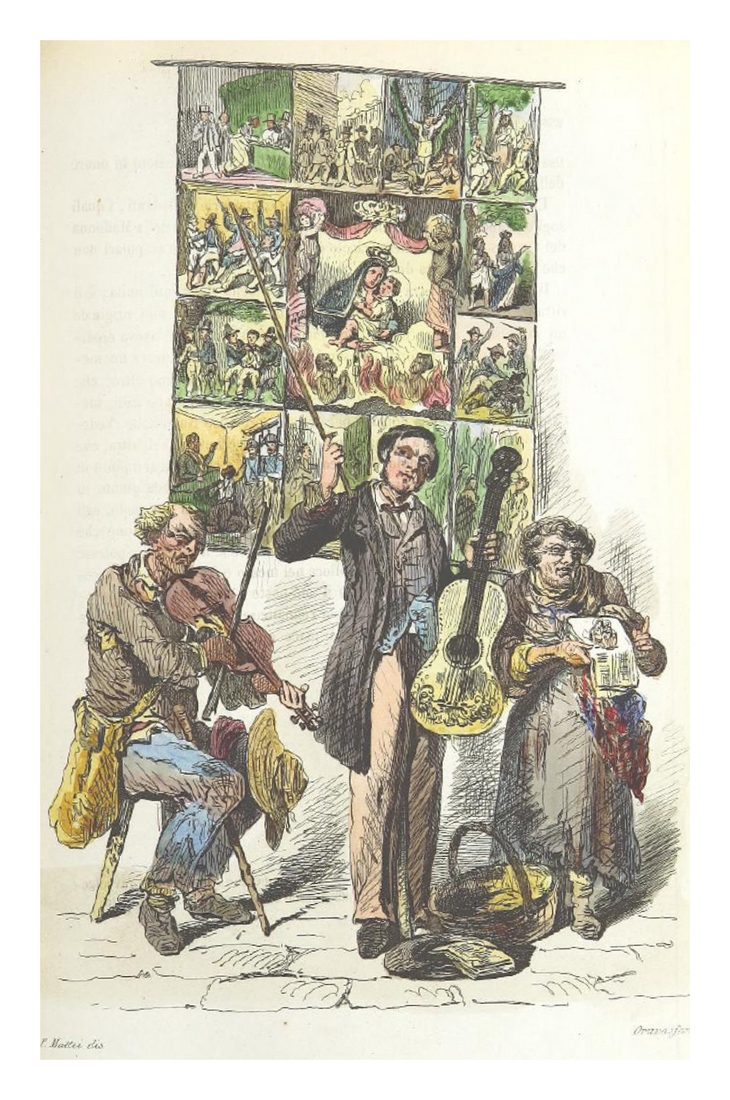
(Mattej)
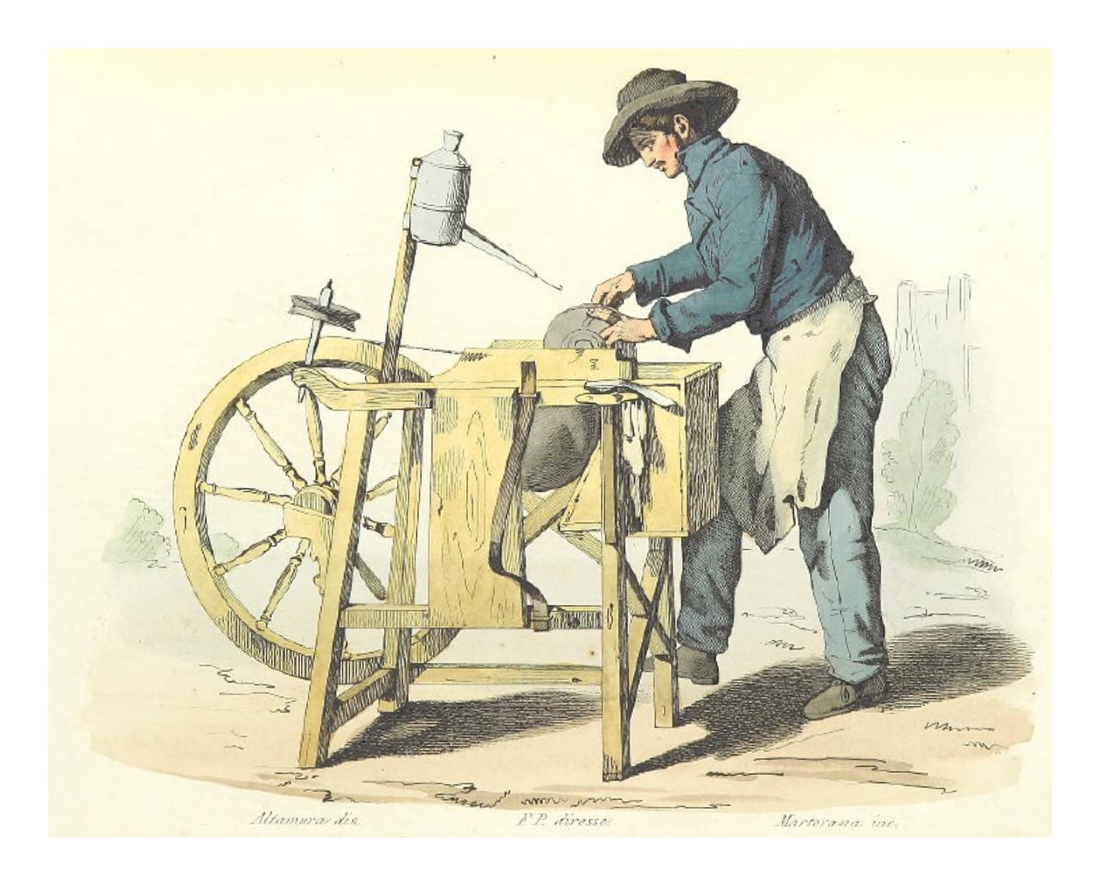
(Altamura )
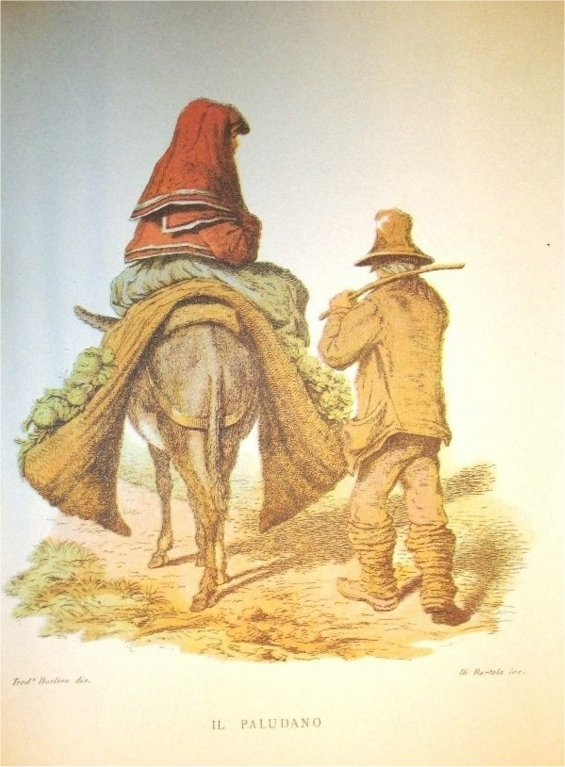
(Pietrocola)

## 著作
- Isotta - 1844
- Usi e costumi di Napoli e contorni descritti e dipinti - Volume 1 - 1853
- Usi e costumi di Napoli e contorni descritti e dipinti - Volume 2 - 1866